# Rhinestone Cowboy
Rhinestone Cowboy är en sång skriven av Larry Weiss och mest känd genom den amerikanske countryartisten Glen Campbells inspelning som nådde stor framgång när den släpptes 1975. 
Låten kom att bli Glen Campbells mest kända låt och gav upphov till hans inofficiella smeknamn "The Rhinestone Cowboy".
Låten finns i en svensk översättning inspelad av Pierre Isaksson under titeln ”Säg, när får jag chansen” där Ingela Forsman gjort den svenska, något fria, översättningen.

## Bakgrund och framgångar
Weiss skrev och spelade in "Rhinestone Cowboy" 1974, dock utan någon särskild framgång. Samma år hörde Glen Campbell låten på radio och beslutade sig för att spela in låten. 
Campbells version kom att bli en framgång efter att den släpptes i maj 1975 och var populär både inom country- och poppubliken. Under sommaren 1975 klättrade låten på Billboard Hot Country Singles och Billboard Hot 100 för att i slutet av säsongen toppa båda listorna, tre icke sammanhängande veckor som listetta på countrylistan och två veckor på Hot 100. I Billboards ranking för 1975 rankades låten som nummer två för 1975. "Rhinestone Cowboy" toppade både den amerikanska country- och poplistan samtidigt, vilket är en mycket ovanlig bedrift. Låten toppade även listor i Kanada, Irland och Jugoslavien. På den Irländska hitlistans ranking för 1975 plockade den förstaplatsen. 
I Sverige nådde inte låten samma framgångar utan placerade sig som bäst på plats 17 på Sverigetopplistan.